# 나주부영컨트리클럽
나주부영컨트리클럽(羅州富榮-, Naju Booyoung Country Club, 나주부영CC)은 전라남도 나주시 빛가람동 동부에 있었던 골프장이다. 지금은 부영그룹에서 부지 남쪽 절반을 한국에너지공과대학교 부지로 기부하면서 폐장하였다. 대학 부지로 활용하기 위해 폐장한 골프장으로는 서울대학교 이전 부지로 확정하면서 정부에 매수된 관악컨트리클럽이 있다. 